# Acraspisa obscuripes
Acraspisa obscuripes är en tvåvingeart som beskrevs av Mann 1929. Acraspisa obscuripes ingår i släktet Acraspisa och familjen stilettflugor. Inga underarter finns listade i Catalogue of Life.